# Rhyticeros
Rhyticeros är ett fågelsläkte i familjen näshornsfåglar inom ordningen härfåglar och näshornsfåglar. Släktet omfattar sex arter som förekommer från nordöstra Indien till Salomonöarna:
- Knölnäshornsfågel (R. cassidix)
- Sumbanäshornsfågel (R. everetti)
- Skårnäbbad näshornsfågel (R. undulatus)
- Vitstrupig näshornsfågel (R. subruficollis)
- Narcondamnäshornsfågel (R. narcondami)
- Papuanäshornsfågel (R. plicatus)